# Calymperopsis filigera
Calymperopsis filigera là một loài rêu trong họ Calymperaceae. Loài này được Austin Broth. mô tả khoa học đầu tiên năm 1924.